# Bonares
Bonares – gmina w Hiszpanii, w prowincji Huelva, w Andaluzji, o powierzchni 65,23 km². W 2011 roku gmina liczyła 6194 mieszkańców.